# Flow (film)

Flow er en lettisk animationsfilm fra 2024 om en kat, der bliver fordrevet fra sit hjem efter en flodbølge og må søge sammen med andre dyr for at klare sig. Filmen er instrueret af Gints Zilbalodis og er blevet meget kritikerrost. Den vandt en Golden Globe for bedste animationsfilm i 2024, og i 2025 vandt filmen Letlands første Oscar-statuette nogensinde som årets bedste animationsfilm. Derudover var filmen nomineret til en Oscar for bedste fremmedsprogede film, som den dog ikke vandt. Der ytres ikke et eneste ord i filmen, men hovedpersonerne miaver, knurrer og skræpper ad hinanden på vejen gennem den oversvømmede verden.

## Handling
I en verden, hvor menneskeheden er forsvundet, lever en kat, som helst vil være alene. Men da dens hjem bliver oversvømmet, tvinges den ombord på en båd sammen med en række andre dyr: et træt flodsvin, en munter retriever, en lemur, der kan lide at samle på ting, og en streng sekretærfugl. Hvis dyrene vil overleve, må de lære at samarbejde, selvom de er meget forskellige.

## Modtagelse

### USA
På det amerikanske websted Rotten Tomatoes, der opsummerer amerikanske mediers filmanmeldelser, var hele 97 % af de 125 indsamlede anmeldelser positive med en gennemsnitlig vurdering på 8,5 ud af 10 mulige point. Webstedet kaldte blandt andet filmens animation nytænkende.

### Danmark
Nanna Frank Møller gav filmen fem stjerner i Politiken og kaldte den sød, charmerende og hypnotisk. I Filmmagasinet Ekko tildelte Niels Harpøth tilsvarende fem stjerner, som ifølge ham skabte mindeværdige øjeblikke af stor poesi. I dagbladet Information kaldte Christian Monggaard filmen "aldeles betagnende".

## Oscarnominering
Filmen blev i januar 2025 nomineret til en Oscar for bedste fremmedsprogede film sammen med fire konkurrenter: den brasilianske film I'm Still Here, den franske Emilia Pérez, den danske Pigen med nålen og den iranske Frøet fra det hellige figentræ. I'm Still Here vandt denne nominering, men Flow vandt til gengæld en Oscar som årets bedste animationsfilm.